# Nümphodórosz (orvos)
Nümphodórosz (görög betűkkel Νυμφόδωρος, latinosan Nymphodorus, i. e. 3. század?) görög orvos.

## Élete
Életéről semmit sem tudunk, művei is elvesztek, néhány apró töredék kivételével. Munkáit nagyra tartotta Celsus és Oreibasziosz.